# Lo Rebollar (els Masos de Tamúrcia)
Lo Rebollar és un antic bosc de roures rebolls, perdut en un incendi forestal, del terme municipal de Tremp, al Pallars Jussà, dins de l'antic terme ribagorçà d'Espluga de Serra.
Està situat a la vora esquerra de la Noguera Ribagorçana, a ponent dels Masos de Tamúrcia, damunt i al nord-est del Pla d'Aragó.